# Batenburg Techniek
Batenburg Techniek is een Nederlandse onderneming op het gebied van technische installaties. De familie Van Puijenbroek heeft een groot meerderheidsbelang in het bedrijf.

## Geschiedenis
De onderneming is in 1911 opgericht in Rotterdam door Piet Batenburg als N.V. Electro-technisch Bureau P. Batenburg. Hij installeert licht bij bedrijven en particulieren en verkoopt daarnaast radio's. De zaken verlopen goed totdat de beurskrach in 1929 toeslaat. De heer J.C. Hoogerheide neemt het bedrijf in de jaren dertig over.
Na de oorlog fuseert het bedrijf met ingenieursbureau Doorman en men richt zich naast het installeren ook op de handel. De naam van het bedrijf wordt omgedoopt in N.V. Electro Technisch Installatiebedrijf & Handelsbureau v/h P. Batenburg. Ook concurrent I. Hartogs voegt zich in 1951 bij het bedrijf. In 1971 begint men een nieuwe dochteronderneming in Sliedrecht op het gebied van schakelpanelen.
De aandelen van Batenburg zijn sinds 1956 genoteerd aan NYSE Euronext en waren opgenomen in de categorie lokale aandelen.
In 1986 ontstaat de huidige groep waarbij de handelsactiviteiten in een afzonderlijke divisie terechtkomen. In 2011 bestaat Batenburg Beheer N.V. 100 jaar. Ter gelegenheid van haar eeuwfeest wijzigt het haar naam in Batenburg Techniek N.V.
In juni 2013 vroeg Batenburg Techniek het faillissement aan voor installatiebedrijf en ingenieursbureau Koldijk. Koldijk kampte met de aanhoudend slechte omstandigheden in de markt voor utiliteitsbouw. Sinds 2011 werden al maatregelen genomen om de teleurstellende resultaten te keren, maar dit bleek onvoldoende. Er werkten toen 200 mensen bij Koldijk in de vestigingen Zwolle, Lelystad en Almere.
Op 21 september 2015 heeft VPE, de investerings- en beheermaatschappij van de familie Van Puijenbroek, een bod uitgebracht op Batenburg Techniek. VPE had kort daarvoor het aandelenbelang verhoogd van 25,8% naar 35,2% en was verplicht een openbaar bod te doen op alle resterende aandelen. VPE bood 19,50 euro per aandeel en kreeg uiteindelijk ruim driekwart van de aandelen in handen.
In maart 2019 kondigde Batenburg Techniek een inkoop aan van alle uitstaande aandelen. Op dat moment was al meer dan 95% van de aandelen in handen van VP Exploitatie. De beursnotering van de aandelen Batenburg Techniek werd op 26 april 2019 gestaakt, het bedrijf had 63 jaar een notering in Amsterdam.

## Activiteiten
Batenburg Techniek N.V. is actief op het gebied van handel en assemblage, industriële automatisering en gebouwgebonden installaties. Het bedrijf ontwerpt, levert en onderhoud technische installaties, producten en diensten voor opdrachtgevers in de industrie, utiliteitsbouw en infrastructuur. Hoewel er enige activiteiten zijn in het buitenland komt het grootste deel van de omzet (95%) nog steeds uit Nederland.
Er zijn vijf bedrijfsonderdelen:
- Industrial Automation: optimalisering industriële processen.
- Horticulture: geïntegreerde automatiseringsoplossingen voor tuinbouwonderneming.
- Energietechniek: leveren en ontwikkelen we componenten en systemen die worden toegepast in het elektriciteitsdistributienetwerk.
- Installatietechniek: werkt aan energievoorziening met decentrale opwekking, batterijopslag, waterstof, elektrisch vervoer en energiemanagementsystemen.
- Industriële Componenten: componenten voor de maakindustrie, waaronder mechatronica, industriële elektronica en bevestigingstechniek.

### Enkele projecten (elektrotechnisch deel)
- Diverse steenfabrieken
- Stormvloedkering Hollandse IJssel te Krimpen aan den IJssel
- Hoofdpostkantoor Rotterdam
- Kranen in de Rotterdamse havens
- Versterken Afsluitdijk